# Neosilurus mollespiculum
Neosilurus mollespiculum es una especie de peces de la familia Plotosidae en el orden de los Siluriformes.

## Morfología
• Los machos pueden llegar alcanzar los 44 cm de longitud total.

## Distribución geográfica
Se encuentra al noreste de Queensland (Australia ).